# Höglunda
Höglunda är en herrgård i Nors socken i Karlstads kommun, vilken länge ägdes inom adelsätten Bratt af Höglunda. Johan Bratt af Höglunda, vid Dalregementet, sålde Höglunda år 1728. 

## Historia
Det tidigaste belägget för godset är från 1470. Herrgårdens huvudbyggnad är uppförd av kommerserådet James Dickson i gult tegel 1844 efter arkitekten Victor von Gegerfelts ritningar. Man lät 1970 byggnadsminnesförklara Höglunda herrgård.